# Отмъстителите: Ерата на Ултрон
„Отмъстителите: Ерата на Ултрон“ (на английски: Avengers: Age of Ultron) е американски филм от 2015 година, научнофантастичен екшън на режисьора Джос Уидън по негов собствен сценарий, базиран на комикс поредицата „Отмъстителите“ от Джак Кърби. Филмът е единадесети подред в Киновселената на Марвел и си има продължение – Отмъстителите: Война без край през 2018 г.
В центъра на сюжета са група супергерои, които се опитват да спрат машина с изкуствен интелект, опитваща се да унищожи човечеството. Главните роли се изпълняват от Робърт Дауни Джуниър, Крис Евънс, Крис Хемсуърт, Марк Ръфало и Скарлет Йохансон.

## Резюме
Когато Тони Старк активира неизползвана миротворителна програма, нещата се объркват за героите на Земята. Железният Човек, Капитан Америка, Тор, Хълк, Черната Вдовица и Ястребово Око, които получават помощ от Ник Фюри и Мария Хил, са поставени пред изпитание от което зависи съдбата на света. След като се появява злия Ултрон, зависи от Отмъстителите дали страшния му план ще бъде спрян. Ще се създадат несигурни съюзи и ще се възприемат неочаквани действия в епичната битка за спасяването на човечеството.

## Актьорски състав
| Актьор               | Роля                                |
| -------------------- | ----------------------------------- |
| Робърт Дауни Джуниър | Тони Старк / Железния човек         |
| Марк Ръфало          | Брус Банър / Хълк                   |
| Крис Хемсуърт        | Тор                                 |
| Крис Евънс           | Стив Роджърс / Капитан Америка      |
| Скарлет Йохансон     | Наташа Романов / Черната вдовица    |
| Джеръми Ренър        | Клинт Бартън / Ястребово око        |
| Джеймс Спейдър       | Ултрон                              |
| Самюъл Джаксън       | Ник Фюри                            |
| Дон Чийдъл           | Джеймс „Роуди“ Роудс / Бойна машина |
| Арън Тейлър-Джонсън  | Пиетро Максимов / Бързото сребро    |
| Елизабет Олсън       | Уанда Максимов / Алената вещица     |
| Пол Бетани           | Вижън и Д.Ж.А.Р.В.И.С. (глас)       |
| Антъни Маки          | Сам Уилсън / Соколът                |
| Коби Смолдърс        | Мариа Хил                           |
| Хейли Атуел          | Пеги Картър                         |
| Идрис Елба           | Хаймдал                             |
| Линда Карделини      | Лора Бартън                         |
| Стелан Скарсгорд     | Ерик Селвиг                         |
| Клаудия Ким          | Хелън Чо                            |
| Кери Кондон          | П.Е.Т.Ъ.К. (глас)                   |
| Томас Кречман        | Барон Волфганг фон Стракър          |
| Хенри Гудмън         | Лист                                |
| Анди Съркис          | Юлисиъс Клоу                        |
| Джош Бролин          | Танос                               |
| Стан Лий             | Военен ветеран                      |

## Награди и номинации
| Категория                                    | Номиниран(и)                                 | Резултат                 |
| Хюго (20 август 2016 г.)                     | Хюго (20 август 2016 г.)                     | Хюго (20 август 2016 г.) |
| -------------------------------------------- | -------------------------------------------- | ------------------------ |
| Най-добро сценично представяне (дълга форма) | Най-добро сценично представяне (дълга форма) | TBD                      |
| Сатурн (22 юни 2016 г.)                      |                                              |                          |
| Най-добър филм по комикс                     | Най-добър филм по комикс                     | TBD                      |
| Най-добри специални ефекти                   | Най-добри специални ефекти                   | TBD                      |
| Най-добри костюми                            | Най-добри костюми                            | TBD                      |
| Най-добър актьор в поддържаща роля           | Пол Бетани                                   | TBD                      |